# Melinaea mneme
Melinaea mneme är en fjärilsart som beskrevs av Carl von Linné 1764. Melinaea mneme ingår i släktet Melinaea och familjen praktfjärilar. Inga underarter finns listade i Catalogue of Life.

## Bildgalleri

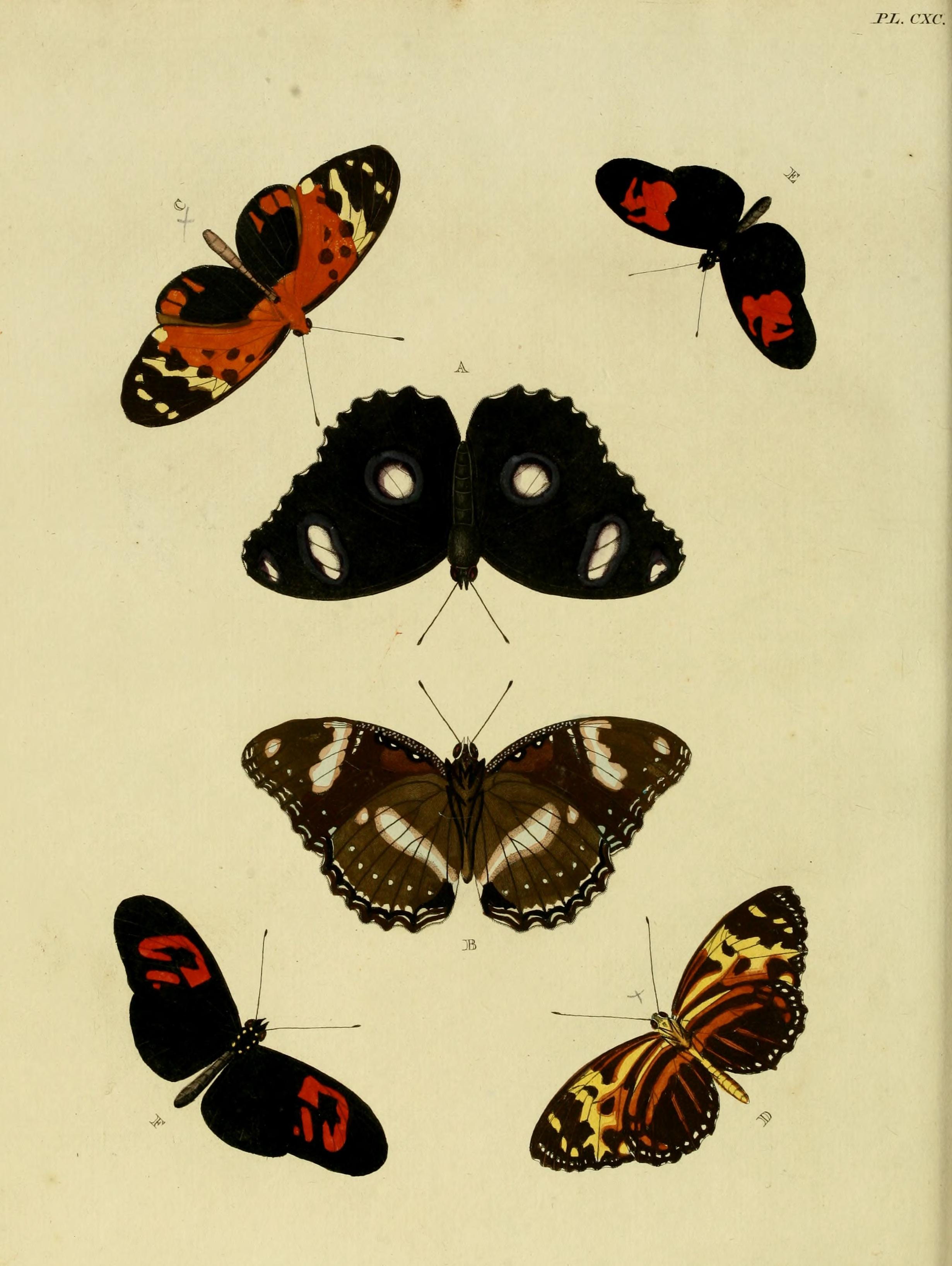
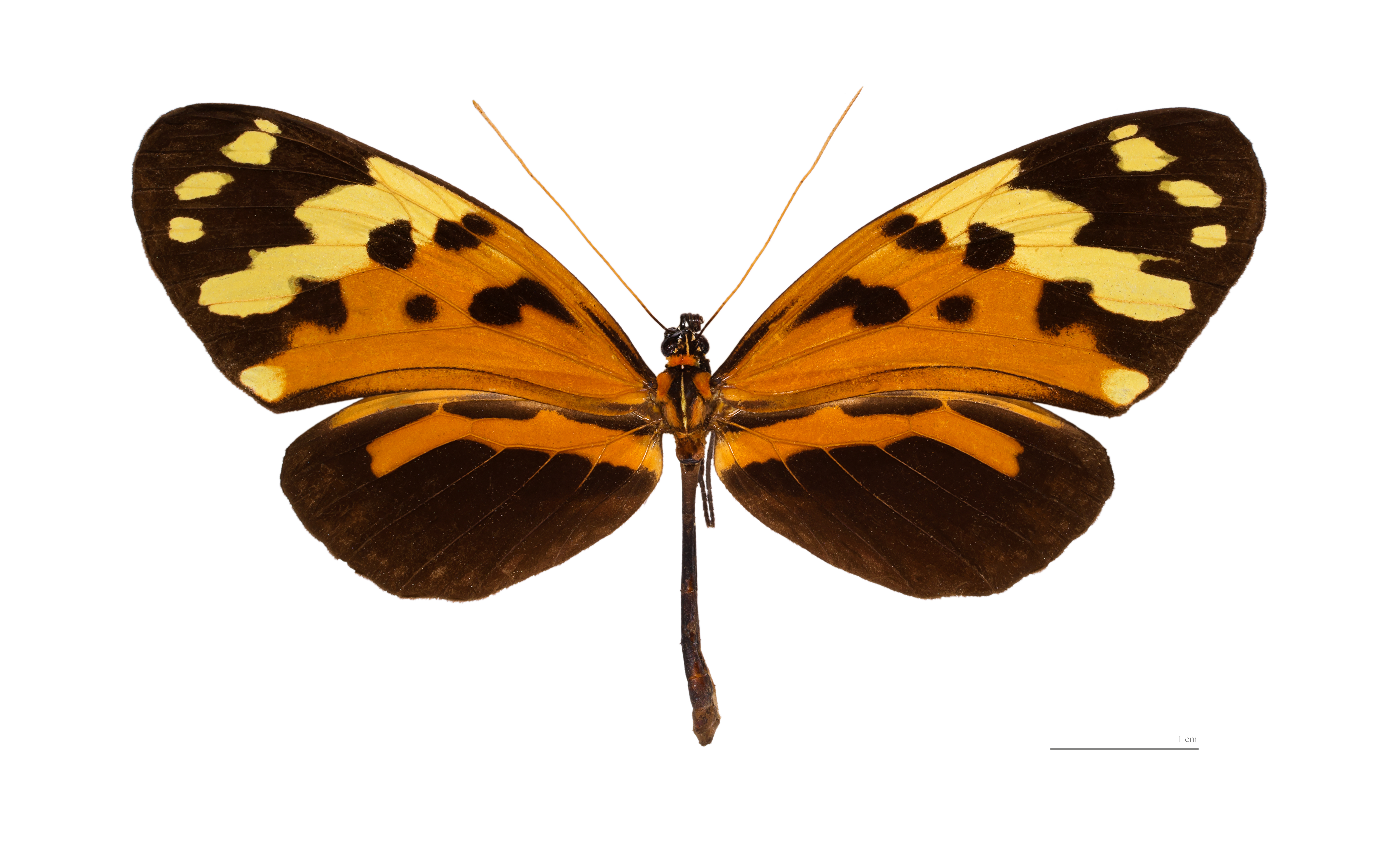
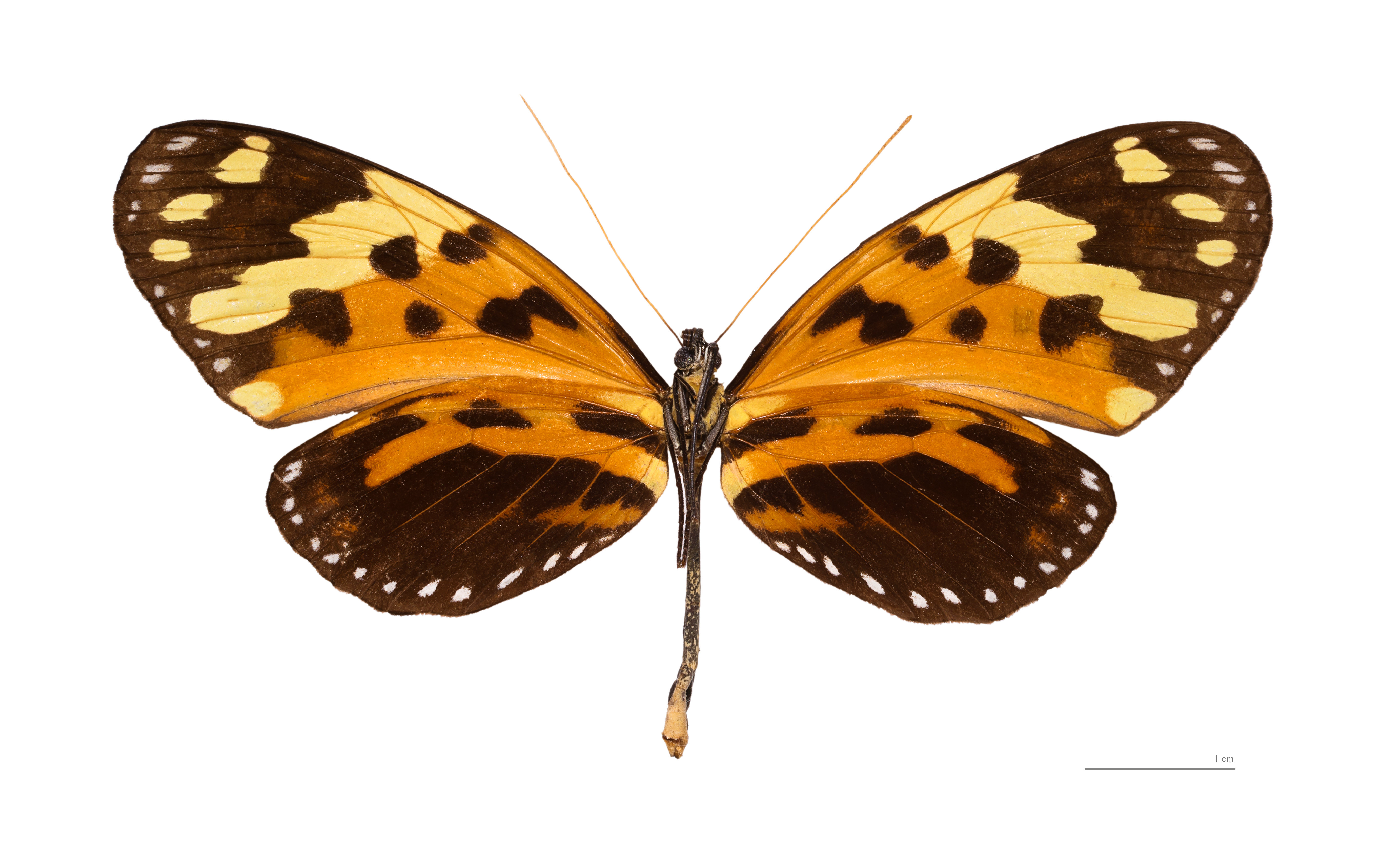